# Dolní Libochová
Dolní Libochová település Csehországban, a Žďár nad Sázavou-i járásban. Dolní Libochová Radkov, Strážek, Horní Libochová, Nová Ves és Křižanov településekkel határos. Lakosainak száma 137 fő (2024. január 1.).

## Népesség
A település lakosságának változását az alábbi diagram mutatja:
| Lakosok száma | 423  | 426  | 333  | 223  | 175  | 156  | 155  | 150  | 145  | 137  |
|               | 1869 | 1890 | 1921 | 1950 | 1980 | 2001 | 2017 | 2019 | 2022 | 2024 |